# Henri Robert

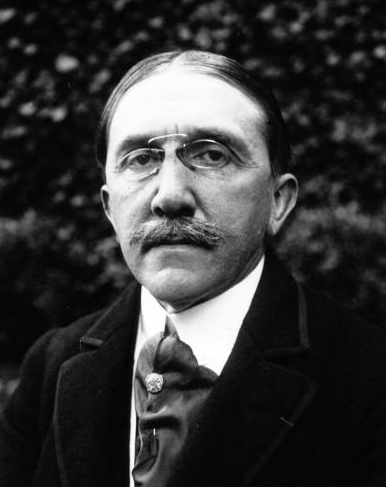
Henri Robert (um 1913)

Henri Robert (* 4. September 1863 in Paris; † 12. Mai 1936 in Paris) war zu seiner Zeit einer der bekanntesten französischen Strafverteidiger.
Robert wurde 1885 als Anwalt zugelassen und machte sich bald einen Namen als Strafverteidiger durch seine Plädoyers in berühmten Strafprozessen wie der aufsehenerregenden Affaire Gouffé (über den Joachim Maass 1952 einen bekannten Roman „Der Fall Gouffé“ schrieb), in der er Gabrielle Bompart verteidigte: Der Pariser Geschäftsmann Gouffé wurde 1889 durch Eyraud und seinen „Lockvogel“ Bompart bei einem Schäferstündchen stranguliert. Robert überzeugte die Jury, dass Bompart unter Hypnose gestanden habe. Sie kam mit 20 Jahren davon – Eyraud wurde hingerichtet. Sein legendäres Rednertalent schuf ihm den Beinamen „Maître des maîtres de tous les barreaux“. Eine weitere, berühmte Klientin Roberts war die Serienmörderin Jeanne Weber. Nach dem Ersten Weltkrieg trat er nur noch in Zivilprozessen als Anwalt auf und schrieb Bücher über geschichtliche Themen, häufig mit juristischer Note (u. a. „Les Grands Procès de l’Histoire“, „Marie Stuart“, „Henri VIII“, „Catherine de Médici“, „Cinq-Mars“, „Fouquet“, „Marie-Antoinette“, „Camille Desmoulins“, „Le Duc d’Enghien“).
Robert wurde 1913 zum Vorsitzenden der Pariser Anwaltskammer gewählt (Bâtonnier du barreau de Paris) und hatte dieses Amt bis 1919 inne. 1923 wurde er in die Académie Française aufgenommen.
Seine Tochter heiratete den späteren französischen Ministerpräsidenten Paul Reynaud.